# توافق‌نامه لانسینگ–ایشی

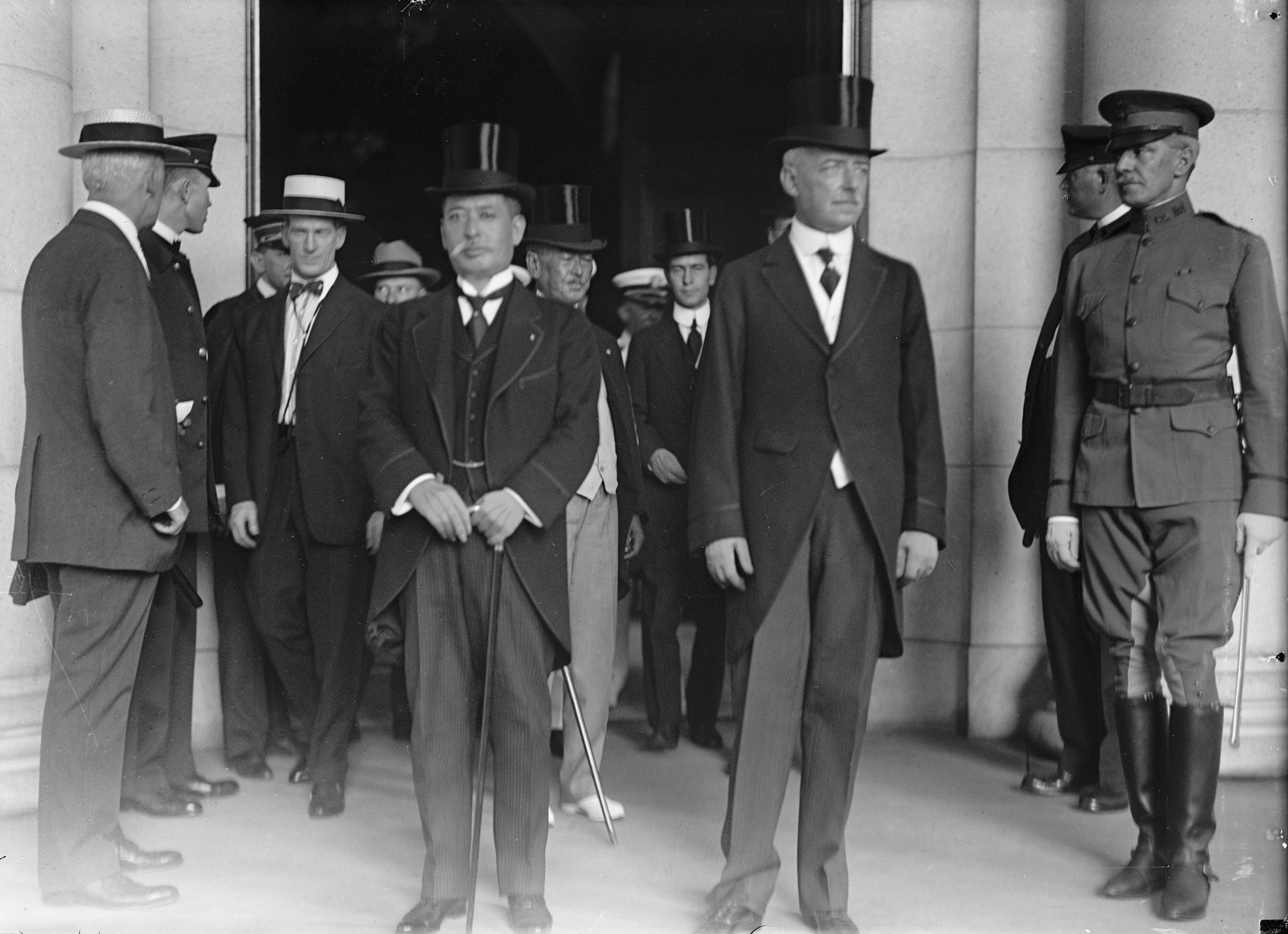
ایشی کیکوجیرو، فرستاده ویژه امپراتوری ژاپن، با وزیر امور خارجه ایالات وزیر امور خارجه ایالات متحده آمریکا رابرت لانسینگ در واشینگتن، در سال ۱۹۱۷ برای امضای توافق‌نامه لانسینگ-ایشی

توافق‌نامه لانسینگ–ایشی (به ژاپنی: 石井・ランシング協定, Ishii-Ranshingu Kyōtei) یک یادداشت دیپلماتیک بین ایالات متحده و ژاپن در مورد اختلافات آنها در مورد جمهوری چین (۱۹۴۹–۱۹۱۲) بود که در تاریخ ۲ نوامبر ۱۹۱۷ امضاء شد.
در توافق‌نامهٔ امضا شده توسط وزیر امور خارجه ایالات متحده رابرت لانسینگ و فرستاده ویژه ژاپن ایشی کیکوجیرو، دو طرف متعهد شدند که از سیاست درهای باز چین با احترام به تمامیت ارضی و اداری آن کشور، استفاده کنند. با این حال، دولت ایالات متحده همچنین اذعان کرد که ژاپن به دلیل همجواری جغرافیایی، به ویژه در مناطق همجوار با چین، «منافع ویژه‌ای» در چین دارد که با سیاست درهای باز در تناقض است.
در آن زمان، توافق‌نامه لانسینگ - ایشی مدرکی بود مبنی بر توقف رقابت فزایندهٔ ژاپن و ایالات متحده بر سر چین و به عنوان نقطهٔ عطفی در روابط ژاپن و آمریکا شناخته شد. با این حال ، منتقدان خیلی زود فهمیدند که به دلیل مبهم بودن و تفسیرهای مختلف از توافقنامه پس از دو ماه گفتگو در واقع هیچ چیز قطعی نشده‌است. این توافق‌نامه در آوریل ۱۹۲۳ لغو شد و با « پیمان نه قدرت» جایگزین شد.
از نظر ژاپنی‌ها، اگر چه توافق‌نامه لانسینگ - ایشی ۱۹۱۷، که منافع ویژه توکیو را در بخشی از چین تصدیق می‌کرد، به معنای برابری با سفیدپوستان نبود، باز هم قابل تشخیص بود که ژاپن به راحتی در امور بین‌الملل قابل چشم‌پوشی نیست.